# گاریک چپچیان
گاریک (گارگین) گئورگی چپچیان (ارمنی: Գարիկ (Գարեգին) Գևորգի Չեփչյան؛ انگلیسی: Garik Chepchyan؛  ۱۵ دسامبر ۱۹۶۵) یک بازیگر اهل ارمنستان است. وی از سال ۲۰۰۸ میلادی تاکنون مشغول فعالیت بوده است.

## زندگی‌نامه
وی در ۱۵ دسامبر ۱۹۶۵ در ایروان به دنیا آمد و از انستیتو دولتی هنری و نمایشی ایروان (۱۹۸۶) فارغ‌التحصیل شد. گئورگ چپجیان پدر وی بود. وی در فرهنگستان دولتی تئاتر سوندوکیان فعالیت می‌کند. 

## گزیده فیلمشناسی
از فیلم‌ها یا برنامه‌های تلویزیونی که وی در آن نقش داشته است می‌توان به وروگایت (۲۰۰۸–۲۰۱۰)، در مرز (۲۰۱۵)، پادشاهان باستان (۲۰۱۷) اشاره کرد.